# Afsnit af Huset på Christianshavn
Huset på Christianshavn er en dansk tv-serie i 84 afsnit produceret 1970-1977. Serien blev instrueret af Erik Balling, Tom Hedegaard og Ebbe Langberg og skrevet af flere forfattere, se nedenfor. Serien følger beboerne i ejendommen Amagergade 7 på Christianshavn i København. Mange tidstypiske emner tages op, iblandet komik.

## Faste medvirkende
| Skuespiller           | Rolle                                                        | Medvirker i afsnit |
| --------------------- | ------------------------------------------------------------ | --- |
| Poul Reichhardt       | Egon/Arnold Olsen, flyttemand                                | 1-14, 16-84 |
| Helle Virkner         | Ellen/Sonja Olsen, husmor, hans kone                         | 1-3, 5-14, 16-28, 30-50, 52-64, 66-79, 81-84                                                                                                   |
| Jes Holtsø            | William Olsen, deres søn                                     | 1, 5, 7-8, 12, 14, 26, 28, 35, 43, 48-49, 52-54, 57, 60-63, 67, 70-76, 78                                                                      |
| Arthur Jensen         | Arnold Hannibal/August Emil Frederik Severin Meyer, vicevært | 1-9, 11-14, 16-84 |
| Paul Hagen            | Thormod Clausen, dyrehandler                                 | 1-6, 9-15, 17, 19-51, 53-76, 78-84 |
| Lis Løwert            | Mille Clausen, husmor, hans kone                             | 1-6, 10-17, 19-30, 32-42, 44-47, 50, 53-59, 61-65, 67-73, 75-76, 78-79, 81-82, 84                                                              |
| Willy Rathnov         | Egon Hansen                                                  | 3, 5-7, 10-17, 20-30, 32-35, 38-39, 41-42, 44-46, 48-50, 53-56, 59, 51-64, 68-76, 78-84                                                        |
| Kirsten Walther       | Karla Hansen, husmor                                         | 1, 3-7, 10-18, 20-30, 32-35, 37-39, 41-56, 58-59, 61-64, 68-73, 75-76, 78-84                                                                   |
| Ove Sprogøe           | Larsen                                                       | 1, 3, 5-6, 9, 12-13, 15-16, 18, 20-21, 23, 29-31, 33-34, 36-39, 42-44, 46-48, 51, 53, 55, 57-59, 62-63, 66-67, 69, 71-72, 74-75, 77, 79-82, 84 |
| Bodil Udsen           | Emma Frederiksen/Petersen, værtshusejer                      | 7-9, 11, 13-14, 16-17, 19-27, 29, 31, 33-37, 39-41, 43-72, 74-76, 78-84                                                                        |
| Finn Storgaard        | Tue, studerende                                              | 1-7, 9-14, 16-18, 20, 22-24, 26, 28-33, 35-36, 82                                                                                              |
| Kirsten Hansen-Møller | Rikke, pædagog                                               | 1-7, 9-14, 16-18, 20, 22-23, 26, 28-30, 32-36, 82                                                                                              |
| Claus Ryskjær         | Bo, fotograf                                                 | 37, 39, 41-42, 44-47, 49-51, 54, 56, 59, 62, 64-65, 69, 72-73, 82                                                                              |
| Karen Berg            | Dagmar Hammerstedt, majorinde og enkefrue                    | 73-77, 79-84, desuden afsnit 4 som Fru Hermansen.                                                                                              |

## Sæson 1 (forår 1970)
| Nr. i serie | Titel                                           | Instruktør    | Forfatter      | Oprindelig sendedato |
| --- | ----------------------------------------------- | ------------- | -------------- | -------------------- |
| 1 | "Tue og Rikke får en lille, fredelig lejlighed" | Ebbe Langberg | Leif Panduro   | 16. maj 1970         |
| Huset på Christianshavn får det unge par Tue og Rikke som deres nye beboere på kvisten. Flyttemand Olsen hjælper dem med at bære deres kuffert op på kvisten, Flyttemand Olsen bliver dog forundret, da han får at vide, at den kun indeholder bøger og ingen øl. På kvisten har Tue og Rikke svært ved at være sammen alene, fordi at de hele tiden får uventet besøg. Medvirkende: Poul Reichhardt (Flyttemand Olsen), Helle Virkner (Sonja Olsen), Jes Holtsø (William Olsen), Paul Hagen (Dyrehandler Clausen), Lis Løwert (Fru Clausen), Finn Storgaard (Tue), Kirsten Hansen-Møller (Rikke), Kirsten Walther (Karla), Flemming Nielsen (Bimmer), Ove Sprogøe (Larsen), Arthur Jensen (Meyer, vicevært) |                                                 |               |                |                      |
| 2 | "Klaverer mødes"                                | Ebbe Langberg | Leif Panduro   | 23. maj 1070         |
| Flyttemand Olsens søn William, vil ikke spille på familiens klaver, Flyttemand Olsen beslutter sig for at sælge klaveret, når Olsen og hans kollega skal til at flytte klaveret ned fra anden sal møder de midt på trappen to andre flyttemænd, som skal op på tredje sal med et klaver til Tue og Rikke. Da Olsen ser det bliver han skuffet over at Tue og Rikke ikke havde snakket med deres naboer om at de manglede et nyt klaver, det ender dog med at Dyrehandler Clausen kommer for at finde ud af hvilket klaver der er det bedste. Medvirkende: Arthur Jensen (Meyer, vicevært), Poul Reichhardt (Flyttemand Olsen), Helle Virkner (Sonja Olsen), Jes Holtsø (William Olsen), Paul Hagen (Dyrehandler Clausen), Lis Løwert (Fru Clausen), Finn Storgaard (Tue), Kirsten Hansen-Møller (Rikke), Kirsten Walther (Karla), Ole Wisborg (Flyttemand), Benny Hansen (Flyttemand), Poul Petersen (Olsens makker) |                                                 |               |                |                      |
| 3 | "Der kommer besøg"                              | Ebbe Langberg | Leif Panduro   | 30. maj 1970         |
| Tue og Rikke, sover for længe men da de finder ud af at det er lørdag og de ikke skal på arbejde, beslutter de sig for at gå en tur i skoven. Karla, skal til at have besøg af Egon, hun vil dog ikke fortælle ham at hun har en søn med det samme. Senere kommer brandtilsynet forbi huset som har hørt at Tue og Rikke, har flyttet ind på kvisten, hvilket er ulovligt, Olsen finder på en god ide og siger at det er et pulterrum, han lover brandtilsynet at skaffe en nøgle til senere hen på dagen, nogle af husets beboere begynder at hjælpe med at bære møbler op i Tue og Rikkes lejlighed for at det kommer til at ligne et pulterrum. Medvirkende: Arthur Jensen (Meyer Vicevært), Poul Reichhardt (Flyttemand Olsen), Helle Virkner (Sonja Olsen), Jes Holtsø (William Olsen), Paul Hagen (Dyrehandler Clausen), Lis Løwert (Fru Clausen), Finn Storgaard (Tue), Kirsten Hansen-Møller (Rikke), Kirsten Walther (Karla), Flemming Nielsen (Bimmer), Willy Rathnov (Egon), Baard Owe (Willy, manden fra brandtilsynet) |                                                 |               |                |                      |
| 4 | "Noget i øjet"                                  | Ebbe Langberg | Benny Andersen | 6. juni 1970         |
| Fru Clausen er ved at lave mad, men får noget i øjet. Hun forlanger at blive kørt på skadestuen, så Hr. Clausen må spørge Tue om han vil passe hans dyrebutik. Imens at Tue sidder og læser i butikken, kommer Rikke forbi og overlader Tue nogle børn fra børnehaven, fordi hun skal til frisør. Medvirkende: Arthur Jensen (Meyer, vicevært), Poul Reichhardt (Flyttemand Olsen), Paul Hagen (Dyrehandler Clausen) Lis Løwert (Fru Clausen), Finn Storgaard (Tue), Kirsten Hansen-Møller (Rikke), Kirsten Walther (Karla), Flemming Nielsen (Bimmer), Preben Kaas (Fuld kunde), Karen Berg (Fru Hermansen) |                                                 |               |                |                      |
| 5 | "Der bydes til bryllup"                         | Ebbe Langberg | Knud Poulsen   | 13. juni 1970        |
| Karla og Egon skal giftes, i første omgang kommer de dog op og skændes fordi at Egon ikke vil have Bimmer med. Hr. og Fru Clausen skændes også, så Fru Clausen ville heller ikke med til brylluppet, både Fru Clausen og Karla har låst deres døre, så Hr. Larsen må komme og dirke dørene op til begge lejlighederne, til sidst ender det med at alle kommer med til bryllup. Efter brylluppet bliver der holdt en fest hvor der drikkes så meget at Egon må bæres i seng. Medvirkende: Arthur Jensen (Meyer, vicevært), Poul Reichhardt (Flyttemand Olsen), Helle Virkner (Sonja Olsen), Jes Holtsø (William Olsen), Paul Hagen (Dyrehandler Clausen), Lis Løwert (Fru Clausen), Finn Storgaard (Tue), Kirsten Hansen-Møller (Rikke), Kirsten Walther (Karla), Willy Rathnov (Egon), Flemming Nielsen (Bimmer), Ove Sprogøe (Hr. Larsen), Knud Hilding (Taxachauffør) |                                                 |               |                |                      |
| 6 | "Om at skyde papegøjen"                         | Ebbe Langberg | Knud Poulsen   | 20. juni 1970        |
| Der er begået et røveri og politiet mistænker Hr. Larsen for at stå bag, så han bliver taget med på stationen, samme morgen opdager Hr. Clausen en fremmed papegøje i hans dyrebutik. Olsen, Egon, Tue og Clausen vil starte deres egen ekspedition for at få Larsen fri, men det klarer han selv. Han køber papegøjen af Clausen og tager nogle stjålne penge fra bunden af buret, og levere den tilbage til politiet, og får en dusør. Medvirkende: Arthur Jensen (Meyer, vicevært), Poul Reichhardt (Flyttemand Olsen), Helle Virkner (Sonja Olsen), Paul Hagen (Dyrehandler Clausen), Lis Løwert (Fru Clausen), Finn Storgaard (Tue), Kirsten Hansen-Møller (Rikke), Kirsten Walther (Karla), Willy Rathnov (Egon), Flemming Nielsen (Bimmer), Ove Sprogøe (Larsen), Claus Nissen (Cykelbud), Poul Thomsen (Politimand), Søren Rode (Politimand), Keld Markuslund (Politikommissær), Vera Gebuhr (Kunde i Clausens butik), Gunnar Strømvad (Fuld mand på bænk)                                                                  |                                                 |               |                |                      |

## Sæson 2 (efterår 1970)
| Nr. i serie | Titel                    | Instruktør   | Forfatter          | Oprindelig sendedato |
| --- | ------------------------ | ------------ | ------------------ | -------------------- |
| 7 | "Kødets lyst og trøst"   | Erik Balling | Knud Poulsen       | 28. november 1970    |
| Tue og Rikke er på natklub, og kommer op at skændes fordi Rikke danser med en fremmed mand. Tue stikker Rikke et blåt øje. Rikke pakker og flytter ind i Emmas baglokale, mens at Flyttemand Olsen trøster Tue i værtshuset. Både Tue og Rikke får meget at drikke, og bliver lagt i seng hos Emma, og næste morgen bliver de gode venner igen. Medvirkende: Arthur Jensen (Meyer, vicevært), Poul Reichhardt (Flyttemand Olsen), Helle Virkner (Sonja Olsen), Jes Holtsø (William Olsen), Finn Storgaard (Tue), Kirsten Hansen-Møller (Rikke), Kirsten Walther (Karla), Willy Rathnov (Egon), Bodil Udsen (Emma), Benny Hansen (Tues ven), Henrik Wiehe (Danser) Poul Thomsen (Gæst i Rottehullet), Knud Hilding (Gæst i Rottehullet) |                          |              |                    |                      |
| 8 | "Køreprøven"             | Erik Balling | Benny Andersen     | 5. december 1970     |
| Flyttemand Olsen er på arbejde, da han opdager fru Olsen i en skolevogn. Fru Olsen har ikke fortalt ham noget om, at hun var ved at tage kørekort. Da fru Olsen skulle til sin fjerde køreprøve, øvede hun en ekstra gang med sin kørelærer. Flyttemand Olsen bliver jaloux og tror at Fru Olsen vil dumpe til køreprøven. Da hun består prøven, bliver hr. Olsen alligevel meget glad og parret ender med at blive nyforelskede. Medvirkende: Arthur Jensen (Meyer, vicevært), Poul Reichhardt (Flyttemand Olsen), Helle Virkner (Sonja Olsen), Jes Holtsø (William Olsen), Bodil Udsen (Emma), Poul Petersen (Flyttemand Olsens kollega), Claus Nissen (Kørelærer) |                          |              |                    |                      |
| 9 | "Man danner et vagtværn" | Erik Balling | Benny Andersen     | 12. december 1970    |
| En knivstikker er løs i byen. Rikke bliver bange, og hun tør næsten ikke gå alene hjem fra sit arbejde. En udlænding, som i flere dage har besøgt Rottehullet, bliver en dag meget ophidset, da han læser et brev. Flyttemand Olsen beslutter sig for at danne et vagværn i opgangen. Meyer får til opgave at følge efter udlændingen. En dag, da mændene er samlet i Rottehullet, imens at udlændingen er til stede, begynder Hr. Clausen at fortælle alle om, hvad udlændingen laver, imens Tue prøver at fortælle at knivstikkeren allerede er blevet fanget. Medvirkende: Arthur Jensen (Meyer, vicevært), Poul Reichhardt (Flyttemand Olsen), Helle Virkner (Sonja Olsen), Paul Hagen (Dyrehandler Clausen), Lis Løwert (Fru Clausen), Finn Storgaard (Tue), Kirsten Hansen-Møller (Rikke), Ove Sprogøe (Larsen), Louis Miehe-Renard (Gæst i Rottehullet), Gotha Andersen (Trængende mand)                                                                                              |                          |              |                    |                      |
| 10 | "Gnavere"                | Erik Balling | Johannes Møllehave | 19. december 1970    |
| Clausen er ved at gøre klar til at lave et foredrag om gnavere, han læser hele tiden og bliver så træt, at han fornærmer sine kunder. Da Clausen skal til at sove larmer det i huset, og Fru Clausen beder beboerne om at holde ro i huset. Alle beboerne kommer i stedet med gode råd om søvnløshed og de virker til sidst. Rådene virker dog alt for godt, så Clausen ikke kan vågne om mandagen. Olsen og Tue kører ham derfor til skolen, hvor han skal holde foredrag, men kommer hurtigt tilbage, fordi skolen var lukket og foredraget først skulle holdes næste mandag. Medvirkende: Arthur Jensen (Meyer, vicevært), Poul Reichhardt (Flyttemand Olsen), Helle Virkner (Sonja Olsen), Paul Hagen (Dyrehandler Clausen), Kirsten Walther (Karla), Willy Rathnov (Egon), Flemming Nielsen (Bimmer), Lis Løwert (Fru Clausen), Finn Storgaard (Tue), Kirsten Hansen-Møller (Rikke), Holger Perfort (Kunde hos Clausen), Poul Bundgaard (kunde hos Clausen), Mime Fønss (Sygeplejerske) |                          |              |                    |                      |
| 11 | "En men'skelig aften"    | Erik Balling | Lise Sørensen      | 23. december 1970    |
| Det er jul i Huset på Christianshavn, og Rikke vil hjem til hendes mor og far, hvor hun kan få varme og tørvejr, imens Tue vil blive på værelset. Hr Clausen har pyntet sin butik. Egon og Karla bytter arbejde så Egon skal gøre rent og Karla skal købe ind. Fru Olsen i gang med julerengøringen, så Hr Olsen, Tue og Clausen går over til Emma i Rottehullet. Medvirkende: Arthur Jensen (Meyer, vicevært), Poul Reichhardt (Flyttemand Olsen), Helle Virkner (Sonja Olsen), Paul Hagen (Dyrehandler Clausen), Kirsten Walther (Karla), Willy Rathnov (Egon), Lis Løwert (Fru Clausen), Finn Storgaard (Tue), Kirsten Hansen-Møller (Rikke), Bodil Udsen (Emma), Gunnar Strømvad (Tigger) |                          |              |                    |                      |
| 12 | "Nytår"                  | Erik Balling | Knud Poulsen       | 31. december 1970    |
| Det er nytår i Huset på Christianshavn, og Olsen fyrer fyrværkeri af foran Clausens dyrebutik, hvilket han bliver sur over. Olsen kommer også op og skændes med Egon om hvilket champagne han skal tage med til nytårsfesten, og med Tue om opdragelsen af William. Larsen vil hellere være alene hjemme, og ingen vil komme til fest hos Olsens. Da Olsen sidder og hører om Meyers mor, kommer der alligevel gæster, middagen bliver spist og Hr. Olsen får sagt undskyld for sin opførelse. Samtidig falder hans cigar ned i Williams kasse med fyrværkeri. Medvirkende: Arthur Jensen (Meyer, vicevært), Poul Reichhardt (Flyttemand Olsen), Helle Virkner (Ellen Olsen), Jes Holtsø (William Olsen), Paul Hagen (Dyrehandler Clausen), Kirsten Walther (Karla), Willy Rathnov (Egon), Lis Løwert (Fru Clausen), Finn Storgaard (Tue), Kirsten Hansen-Møller (Rikke), Ove Sprogøe (Larsen), Bjørn Spiro (Betjent)                                                                        |                          |              |                    |                      |

## Sæson 3 (efterår 1971)
| Nr. i serie | Titel                  | Instruktør    | Forfatter          | Oprindelig sendedato |
| --- | ---------------------- | ------------- | ------------------ | -------------------- |
| 13 | "I vandmandens tegn"   | Tom Hedegaard | Paul Hammerich     | 20. november 1971    |
| Det er flyttemand Olsens tur til at lave morgenmad, men der er ikke noget vand. Tue og Rikke, vil afprøve deres ny brusekabine, men der er heller ingen vand. Clausens dyr tørster også. Mændene bliver ud efter noget vand og ender i værtshuset hos Emma, hendes vandrør er forkalkede, så det tager sin tid at få fyldt spandene op med vand, imens at mændene venter, fylder de sig med øl. Medvirkende: Arthur Jensen (Meyer, vicevært), Poul Reichhardt (Flyttemand Olsen), Helle Virkner (Ellen Olsen), Paul Hagen (Dyrehandler Clausen), Lis Løwert (Fru Clausen), Finn Storgaard (Tue), Kirsten Hansen-Møller (Rikke), Kirsten Walther (Karla), Willy Rathnov (Egon), Bodil Udsen (Emma), Ove Sprogøe (Larsen), Erik Paaske (Kommunalarbejder), Jørgen Kiil (Kommunalarbejder) |                        |               |                    |                      |
| 14 | "Vi flytter"           | Tom Hedegaard | Benny Andersen     | 27. november 1971    |
| Flyttemand Olsen er ved at hænge et billede op på væggen, men væggen kan ikke holde til sømmet og går i stykker. Olsen vil gerne flytte. Viceværten Meyer fortæller det til alle men de er uforstående, men de finder ud af at det kun er Hr. Olsen og ikke Fru Olsen der vil flytte. Medvirkende: Arthur Jensen (Meyer, vicevært), Poul Reichhardt (Flyttemand Olsen), Helle Virkner (Ellen Olsen), Jes Holtsø (William Olsen), Paul Hagen (Dyrehandler Clausen), Lis Løwert (Fru Clausen), Finn Storgaard (Tue), Kirsten Hansen-Møller (Rikke), Kirsten Walther (Karla), Willy Rathnov (Egon), Bodil Udsen (Emma), Ole Monty (Ejendomsmægler) |                        |               |                    |                      |
| 15 | "En bjørnetjeneste"    | Tom Hedegaard | Johannes Møllehave | 4. december 1971     |
| Medvirkende: Paul Hagen (Dyrehandler Clausen), Lis Løwert (Fru Clausen), Kirsten Walther (Karla), Willy Rathnov (Egon), Ove Sprogøe (Larsen), Ejner Federspiel (Direktør), Gunnar Lemvigh (Knalde-Kaj, kunde hos Clausen), Karl Stegger (Politibetjent) |                        |               |                    |                      |
| 16 | "Panikalderen"         | Tom Hedegaard | Lise Sørensen      | 11. december 1971    |
| Karla vil forsøge at tiltrække Egons opmærksomhed, men han har andet at spekulere på, han er utilfreds med sit udseende, Karla og Egon kommer op at skændes på trappegangen, så alle beboerne kan høre dem, Fru Olsen taler med Karla og tror at Egon har en affære med Karlas søster. En del af husets beboer hjælper hende med at komme med gode råd og gaver. Samtidig har Egon travlt med at se på motionsudstyr, for han tror at Karla synes han er for tyk. Kvinderne fortæller Karla at Egon er i panikkalderen. Da Egon kommer hjem med en motionscykel, får de talt ud. Medvirkende: Arthur Jensen (Meyer, vicevært), Poul Reichhardt (Flyttemand Olsen), Helle Virkner (Ellen Olsen), Jes Holtsø (William Olsen), Paul Hagen (Dyrehandler Clausen), Lis Løwert (Fru Clausen), Finn Storgaard (Tue), Kirsten Hansen-Møller (Rikke), Kirsten Walther (Karla), Willy Rathnov (Egon), Bodil Udsen (Emma), Holger Juul Hansen (Sælger) |                        |               |                    |                      |
| 17 | "Deller og kønsroller" | Tom Hedegaard | Leif Panduro       | 18. december 1971    |
| Medvirkende: Arthur Jensen (Meyer, vicevært), Poul Reichhardt (Flyttemand Olsen), Helle Virkner (Ellen Olsen), Paul Hagen (Dyrehandler Clausen), Lis Løwert (Fru Clausen), Finn Storgaard (Tue), Kirsten Hansen-Møller (Rikke), Kirsten Walther (Karla), Willy Rathnov (Egon), Bodil Udsen (Emma), Jesper Langberg (Lars, Tues ven) |                        |               |                    |                      |
| 18 | "Berømmelsens byrder"  | Tom Hedegaard | Knud Poulsen       | 28. december 1971    |
| Hr. Larsen, har solgt sine erindringer til et dameblad, og skal have taget nogen billeder, han er ikke enig med redaktøren om hvordan tingene skal foregå. Alle kvinder på gader læser bladet hvor hans billeder bliver sat i, og han bliver forfulgt af to piger imens at han er på vej hjem. Medvirkende: Arthur Jensen (Meyer, vicevært), Poul Reichhardt (Flyttemand Olsen), Helle Virkner (Ellen Olsen), Finn Storgaard (Tue), Kirsten Hansen-Møller (Rikke), Kirsten Walther (Karla), Lars Lunøe (Fotograf), Lene Larsen (Sminkør), Preben Kaas (Redaktør), Vera Gebuhr (Model) |                        |               |                    |                      |

## Sæson 4 (vinter 1972)
| Nr. | Titel                   | Instruktør    | Forfatter          | Oprindelig sendedato |
| --- | ----------------------- | ------------- | ------------------ | -------------------- |
| 19 | "Husk at bestille bord" | Erik Balling  | Benny Andersen     | 22. januar 1972      |
| Medvirkende: Arthur Jensen (Meyer, vicevært), Poul Reichhardt (Flyttemand Olsen), Helle Virkner (Ellen Olsen), Paul Hagen (Dyrehandler Clausen), Lis Løwert (Fru Clausen), Mime Fønss (Oversygeplejerske), Sisse Reingaard (Sygeplejerske), Else Petersen (Patient), Solveig Sundborg (Patient), Ove Verner Hansen (Gæst), Conrad Bjerre-Christensen (Madanmelder), Ernst Meyer (Gæst), Susanne Heinrich (Gæst), Holger Juul Hansen (Gæst) |                         |               |                    |                      |
| 20 | "Det står i stjernerne" | Tom Hedegaard | Johannes Møllehave | 29. januar 1972      |
| Medvirkende: Arthur Jensen (Meyer, vicevært), Poul Reichhardt (Flyttemand Olsen), Helle Virkner (Ellen Olsen), Finn Storgaard (Tue), Kirsten Hansen-Møller (Rikke), Kirsten Walther (Karla), Willy Rathnov (Egon), Ove Sprogø (Larsen), Bodil Udsen (Emma) |                         |               |                    |                      |
| 21 | "Gode vibrationer"      | Erik Balling  | Paul Hammerich     | 5. februar 1972      |
| Medvirkende: Arthur Jensen (Meyer, vicevært), Poul Reichhardt (Flyttemand Olsen), Helle Virkner (Ellen Olsen), Finn Storgaard (Tue), Kirsten Hansen-Møller (Rikke), Kirsten Walther (Karla), Willy Rathnov (Egon), Ove Sprogø (Larsen), Bodil Udsen (Emma), Anja Miehe-Renard (Anja), Ulla Gottlieb (Skæve Esther), Birger Jensen (Slumstormer), Niels Hinrichsen (Slumstormer), Hans-Henrik Krause (Slumstormer), Sanne Salomonsen (Slumstormer) |                         |               |                    |                      |
| 22 | "En tolver"             | Erik Balling  | Knud Poulsen       | 12. februar 1972     |
| Medvirkende: Arthur Jensen (Meyer, vicevært), Poul Reichhardt (Flyttemand Olsen), Helle Virkner (Ellen Olsen), Finn Storgaard (Tue), Kirsten Hansen-Møller (Rikke), Kirsten Walther (Karla), Willy Rathnov (Egon), Ove Sprogø (Larsen), Bodil Udsen (Emma) |                         |               |                    |                      |
| 23 | "Døren er åben"         | Erik Balling  | Lise Sørensen      | 19. februar 1972     |
| Tue er kommet hjem fra et kursus i Sverige, men han er skuffet fordi ingen har savnet ham. Fru Olsen får overtalt Hr. Olsen til at lære noget af det som Tue har lært, og alle samles på kvisten. Der bliver holdt drikkepauser i alle øvelserne oppe hos Tue og Rikke og alle taler i munden på hinanden. Da viceværten Meyer snart har jubilæum, øver han sig på sin tale. Da han kommer over i Rottehullet får han fortalt Emma og Hr. Larsen om sit jubilæum. Medvirkende: Arthur Jensen (Meyer, vicevært), Poul Reichhardt (Flyttemand Olsen), Helle Virkner (Ellen Olsen), Finn Storgaard (Tue), Kirsten Hansen-Møller (Rikke), Kirsten Walther (Karla), Willy (Egon), Ove Sprogøe (Larsen) |                         |               |                    |                      |
| 24 | "Hold da helt ferie"    | Erik Balling  | Leif Panduro       | 26. februar 1972     |
| Medvirkende: Arthur Jensen (Meyer, vicevært), Poul Reichhardt (Flyttemand Olsen), Helle Virkner (Ellen Olsen), Finn Storgaard (Tue), Kirsten Hansen-Møller (Rikke), Kirsten Walther (Karla), Willy Rathnov (Egon), Ove Sprogøe (Larsen), Keld Markuslund (Kunde i Rottehullet), Knud Hilding (Vred bilist), Flemming Dyjak (Taxachauffør) |                         |               |                    |                      |

## Sæson 5 (efterår 1972)
| Nr. i serie | Titel                                         | Instruktør    | Forfatter                          | Oprindelig sendedato |
| --- | --------------------------------------------- | ------------- | ---------------------------------- | -------------------- |
| 25 | "Troldmandens lærlinge"                       | Tom Hedegaard | Henning Bahs og Erik Balling       | 11. november 1972    |
| Medvirkende: Arthur Jensen (Meyer, vicevært), Poul Reichhardt (Flyttemand Olsen), Helle Virkner (Ellen Olsen), Paul Hagen (Dyrehandler Clausen), Lis Løwert (Fru Clausen), Kirsten Walther (Karla), Willy Rathnov (Egon), Bodil Udsen (Emma), Knud Hilding (Postbud), Walt Rosenberg (født 1918) (Told-embedsmand) |                                               |               |                                    |                      |
| 26 | "God bedring"                                 | Tom Hedegaard | Paul Hammerich                     | 18. november 1972    |
| Kvinder og børn i Huset på Christianshavn er blevet smittet med influenza, mens at mændede ikke viser deres store omsorg. Flyttemand Olsen bliver sur og går i Rottehullet og Meyer har travlt med at studere nogen ting i en gammel lægebog. Da Olsen kommer over i Rottehullet og laver mad, fortæller Meyer ham om noget han havde læst fra bogen, han fortalte at Olsen var blevet meget syg og måtte bæres hjem i seng. Alle mændene ender efterhånden i deres seng, og Emma får en læge til at kigge forbi. Medvirkende: Arthur Jensen (Meyer, vicevært), Poul Reichhardt (Flyttemand Olsen), Helle Virkner (Ellen Olsen), Jes Holtsø (William Olsen), Finn Storgaard (Tue), Kirsten Hansen-Møller (Rikke), Paul Hagen (Dyrehandler Clausen), Lis Løwert (Fru Clausen), Kirsten Walther (Karla), Willy Rathnov (Egon), Bodil Udsen (Emma), Bjørn Watt-Boolsen (Dr. Berg, læge) |                                               |               |                                    |                      |
| 27 | "Dametur"                                     | Tom Hedegaard | Leif Panduro                       | 25. november 1972    |
| Medvirkende: Arthur Jensen (Meyer, vicevært), Poul Reichhardt (Flyttemand Olsen), Helle Virkner (Ellen Olsen), Jes Holtsø (William Olsen), Paul Hagen (Dyrehandler Clausen), Lis Løwert (Fru Clausen), Kirsten Walther (Karla), Willy Rathnov (Egon), Bodil Udsen (Emma), Halvar Björk (Staffan), Claus Nissen (Hovmester) |                                               |               |                                    |                      |
| 28 | "Nordøstlig kuling, det blæser på Hebriderne" | Tom Hedegaard | Johannes Møllehave                 | 2. december 1972     |
| Medvirkende: Arthur Jensen (Meyer, vicevært), Poul Reichhardt (Flyttemand Olsen), Helle Virkner (Ellen Olsen), Jes Holtsø (William Olsen), Finn Storgaard (Tue), Kirsten Hansen-Møller (Rikke), Paul Hagen (Dyrehandler Clausen), Lis Løwert (Fru Clausen), Kirsten Walther (Karla), Willy Rathnov (Egon), Bodil Udsen (Emma), Morten Grunwald (Mand med papegøje), Jørgen Kiil (Hypnotisør), Søren Rode (Betjent), Bent Vejlby (Betjent), Gunnar Lemvigh (Billist) |                                               |               |                                    |                      |
| 29 | "Kontrabande"                                 | Tom Hedegaard | Henning Bahs og Erik Balling       | 9. december 1972     |
| Medvirkende: Arthur Jensen (Meyer, vicevært), Poul Reichhardt (Flyttemand Olsen), Helle Virkner (Ellen Olsen), Finn Storgaard (Tue), Kirsten Hansen-Møller (Rikke), Paul Hagen (Dyrehandler Clausen), Lis Løwert (Fru Clausen), Kirsten Walther (Karla), Willy Rathnov (Egon), Bodil Udsen (Emma), Ove Sprogøe (Larsen), Jørgen Beck (Kriminalbetjent), Ernst Meyer (Betjent), Birger Jensen (Forbryder), Preben Kaas (Forbryder), Bertel Lauring (Olsens kollega), Gotha Andersen (Bartender) |                                               |               |                                    |                      |
| 30 | "Tues eksamen"                                | Tom Hedegaard | Knud Poulsen og Johannes Møllehave | 16. december 1972    |
| Medvirkende: Arthur Jensen (Meyer, vicevært), Poul Reichhardt (Flyttemand Olsen), Helle Virkner (Ellen Olsen), Finn Storgaard (Tue), Kirsten Hansen-Møller (Rikke), Paul Hagen (Dyrehandler Clausen), Lis Løwert (Fru Clausen), Kirsten Walther (Karla), Willy Rathnov (Egon), Ole Monty (Læge) |                                               |               |                                    |                      |

## Sæson 6 (forår 1973)
| Nr. | Titel                               | Instruktør   | Forfatter      | Oprindelig sendedato |
| --- | ----------------------------------- | ------------ | -------------- | -------------------- |
| 31 | "Med ærlighed kommer man nu længst" | Erik Balling | Leif Panduro   | 24. februar 1973     |
| Medvirkende: Arthur Jensen (Meyer, vicevært), Poul Reichhardt (Flyttemand Olsen), Helle Virkner (Ellen Olsen), Finn Storgaard (Tue), Paul Hagen (Dyrehandler Clausen), Lis Løwert (Fru Clausen), Bodil Udsen (Emma), Ejner Federspiel (Vagt), Emil Hass Christensen (Direktør), Karl Stegger (Frederiksen) |                                     |              |                |                      |
| 32 | "Formand Olsen"                     | Erik Balling | Karen Smith    | 3. marts 1973        |
| Medvirkende: Arthur Jensen (Meyer, vicevært), Poul Reichhardt (Flyttemand Olsen), Helle Virkner (Ellen Olsen), Finn Storgaard (Tue), Kirsten Hansen-Møller (Rikke), Paul Hagen (Dyrehandler Clausen), Lis Løwert (Fru Clausen), Kirsten Walther (Karla), Willy Rathnov (Egon), Buster Larsen (Olsens kollega) |                                     |              |                |                      |
| 33 | "Operation Mallorca"                | Erik Balling | Karen Smith    | 10. februar 1973     |
| Medvirkende: Arthur Jensen (Meyer, vicevært), Poul Reichhardt (Flyttemand Olsen), Helle Virkner (Ellen Olsen), Finn Storgaard (Tue), Kirsten Hansen-Møller (Rikke), Paul Hagen (Dyrehandler Clausen), Lis Løwert (Fru Clausen), Kirsten Walther (Karla), Willy Rathnov (Egon), Birthe Neumann (Dame i lufthavn) |                                     |              |                |                      |
| 34 | "Men Emma hun spår"                 | Erik Balling | Leif Panduro   | 17. marts 1973       |
| Medvirkende: Arthur Jensen (Meyer, vicevært), Poul Reichhardt (Flyttemand Olsen), Helle Virkner (Ellen Olsen), Jes Holtsø (William Olsen), Paul Hagen (Dyrehandler Clausen), Lis Løwert (Fru Clausen), Kirsten Walther (Karla), Willy Rathnov (Egon), Bodil Udsen (Emma), Liselotte Børsen (Medlem af The Flying blondes), Yvonne Grader (Medlem af The Flying blondes), Kristine Nørrekjær (Medlem af The Flying blondes), Pia Grønning (Medlem af The Flying blondes) |                                     |              |                |                      |
| 35 | "Du er min tulipan"                 | Erik Balling | Lise Sørensen  | 24. marts 1973       |
| Medvirkende: Poul Reichhardt (Flyttemand Olsen), Helle Virkner (Ellen Olsen), Jes Holtsø (William Olsen), Paul Hagen (Dyrehandler Clausen), Lis Løwert (Fru Clausen), Finn Storgaard (Tue), Kirsten Hansen-Møller (Rikke), Kirsten Walther (Karla), Willy Rathnov (Egon), Arthur Jensen (Meyer, vicevært), Bodil Udsen (Emma), Judy Gringer (Lily, Karls søster), Solveig Sundborg (Kunde i dyrehandelen), Ove Verner Hansen (Blomstersælger), Ingolf David (Pølsemand) |                                     |              |                |                      |
| 36 | "Er det så yndigt?"                 | Erik Balling | Paul Hammerich | 31. marts 1973       |
| Medvirkende: Poul Reichhardt (Flyttemand Olsen), Helle Virkner (Ellen Olsen), Jes Holtsø), Paul Hagen (Dyrehandler Clausen), Lis Løwert (Fru Clausen), Finn Storgaard (Tue), Kirsten Hansen-Møller (Rikke), Arthur Jensen (Meyer, vicevært), Bodil Udsen (Emma), Claus Nissen (Bowlingspiller), Poul Thomsen (Taxachauffør) |                                     |              |                |                      |

## Sæson 7 (efterår 1973)
| Nr. i serie | Titel                         | Instruktør    | Forfatter                          | Oprindelig sendedato |
| --- | ----------------------------- | ------------- | ---------------------------------- | -------------------- |
| 37 | "En fremmed kommer til huset" | Tom Hedegaard | Paul Hammerich                     | 29. september 1973   |
| Medvirkende: Poul Reichhardt (Flyttemand Olsen), Helle Virkner (Ellen Olsen), Paul Hagen (Dyrehandler Clausen), Lis Løwert (Fru Clausen), Arthur Jensen (Meyer, vicevært), Kirsten Walther (Karla), Bodil Udsen (Emma), Claus Ryskjær (Bo), Birthe Neumann (Bo's veninde), Sonja Oppenhagen (Bo's veninde)                                                                                 |                               |               |                                    |                      |
| 38 | "Hva' synes De om skriften?"  | Tom Hedegaard | Johannes Møllehave                 | 6. oktober 1973      |
| Medvirkende: Poul Reichhardt (Flyttemand Olsen), Helle Virkner (Ellen Olsen), Paul Hagen (Dyrehandler Clausen), Lis Løwert (Fru Clausen), Claus Ryskjær (Bo), Arthur Jensen (Meyer, vicevært), Kirsten Walther (Karla), Willy Rathnov (Egon), Bodil Udsen (Emma), Axel Strøbye (Holger) |                               |               |                                    |                      |
| 39 | "En vise ved bordet"          | Tom Hedegaard | Jørgen Hartmann-Petersen (Habakuk) | 13. oktober 1973     |
| Medvirkende: Poul Reichhardt (Flyttemand Olsen), Helle Virkner (Ellen Olsen), Paul Hagen (Dyrehandler Clausen), Lis Løwert (Fru Clausen), Claus Ryskjær (Bo), Arthur Jensen (Meyer, vicevært), Kirsten Walther (Karla), Willy Rathnov (Egon), Bodil Udsen (Emma), Sanne Salomonsen (Bo's veninde), Ove Sprogøe (Larsen)                                                                    |                               |               |                                    |                      |
| 40 | "Reklamens magt"              | Tom Hedegaard | Henning Bahs                       | 20. oktober 1973     |
| Medvirkende: Poul Reichhardt (Flyttemand Olsen), Helle Virkner (Ellen Olsen), Paul Hagen (Dyrehandler Clausen), Lis Løwert (Fru Clausen), Claus Ryskjær (Bo), Arthur Jensen (Meyer, vicevært), Bodil Udsen (Emma), Erni Arneson (Reklamekampagne leder), Poul Glargaard (Analytiker), Søren Rode (Analytiker), Ole Sølgaard (Model), Søren Strømberg (Fotograf)                            |                               |               |                                    |                      |
| 41 | "Bimmers bortkomst"           | Tom Hedegaard | Lise Nørgaard                      | 27. oktober 1973     |
| Medvirkende: Poul Reichhardt (Flyttemand Olsen), Helle Virkner (Ellen Olsen), Paul Hagen (Dyrehandler Clausen), Lis Løwert (Fru Clausen), Claus Ryskjær (Bo), Arthur Jensen (Meyer, vicevært), Bodil Udsen (Emma), Kirsten Walther (Karla), Willy Rathnov (Egon), Flemming Nielsen (Bimmer), Else Marie (Bedstemor), Solveig Sundborg (Dame på gaden), Poul Thomsen (Betjent)              |                               |               |                                    |                      |
| 42 | "Clausens røde hunde"         | Tom Hedegaard | Johannes Møllehave                 | 31. december 1973    |
| Medvirkende: Poul Reichhardt (Flyttemand Olsen), Helle Virkner (Ellen Olsen), Paul Hagen (Dyrehandler Clausen), Lis Løwert (Fru Clausen), Claus Ryskjær (Bo), Arthur Jensen (Meyer, vicevært), Bodil Udsen (Emma), Kirsten Walther (Karla), Willy Rathnov (Egon), Ghita Nørby (Charlotte), Bertel Lauring (Olsens kollega), Ove Verner Hansen (Taxachauffør), Gotha Andersen (Fugle-kunde) |                               |               |                                    |                      |

## Sæson 8 (forår 1974)
| Nr. i serie | Titel                      | Instruktør    | Forfatter      | Oprindelig sendedato |
| --- | -------------------------- | ------------- | -------------- | -------------------- |
| 43 | "Farvel skat"              | Tom Hedegaard | Henning Bahs   | 6. april 1974        |
| Beboerne får brev fra Skattevæsenet med deres trækprocent, hvilket bl.a. får Larsen, der for første gang i sit liv har fået lovligt borgerligt arbejde, til at bryde sin afholdstradition på grund af chokket over den høje skatteprocent. Olsen beslutter sig at leve af naturalieøkonomi for at slippe for at betale skat, og får bl.a. udbetalt gullasch fra 1. verdenskrig som løn. Medvirkende: Poul Reichhardt (Flyttemand Olsen), Helle Virkner (Ellen Olsen), Paul Hagen (Dyrehandler Clausen), Jes Holtsø (William Olsen), Claus Ryskjær (Bo), Arthur Jensen (Meyer, vicevært), Bodil Udsen (Emma), Kirsten Walther (Karla), Preben Neergaard (Revisor), Ove Verner Hansen (Købmand), Knud Hilding (Postbud) |                            |               |                |                      |
| 44 | "Feltråb Fire bajere"      | Tom Hedegaard | Karen Smith    | 13. april 1974       |
| Karla er alene hjemme og ser en gyser i fjernsynet, hører en lyd på trappen og overrasker en lurer, subsidiært morder på trappen. Huset må igen danne et vagtværn, jf. afs. 9. Medvirkende: Poul Reichhardt (Flyttemand Olsen), Helle Virkner (Ellen Olsen), Paul Hagen (Dyrehandler Clausen), Lis Løwert (Fru Clausen), Claus Ryskjær (Bo), Arthur Jensen (Meyer, vicevært), Bodil Udsen (Emma), Kirsten Walther (Karla), Willy Rathnov (Egon), Poul Thomsen (Ellens fætter Viggo) |                            |               |                |                      |
| 45 | "Vi må komme hinanden ved" | Tom Hedegaard | Leif Panduro   | 20. april 1974       |
| Medvirkende: Poul Reichhardt (Flyttemand Olsen), Helle Virkner (Ellen Olsen), Paul Hagen (Dyrehandler Clausen), Lis Løwert (Fru Clausen), Claus Ryskjær (Bo), Arthur Jensen (Meyer, vicevært), Bodil Udsen (Emma), Kirsten Walther (Karla), Willy Rathnov (Egon), Søren Rode (Spritter), Helle Hertz (Ulla), Ann-Mari Max Hansen (Eva) |                            |               |                |                      |
| 46 | "Varanens tarv"            | Tom Hedegaard | Lise Nørgaard  | 27. april 1974       |
| Medvirkende: Poul Reichhardt (Flyttemand Olsen), Helle Virkner (Ellen Olsen), Jes Holtsø (William Olsen), Paul Hagen (Dyrehandler Clausen), Lis Løwert (Fru Clausen), Claus Ryskjær (Bo), Arthur Jensen (Meyer, vicevært), Bodil Udsen (Emma), Kirsten Walther (Karla), Willy Rathnov (Egon), Anne Birch (Trippe), Axel Strøbye (Advokat), Bjørn Watt-Boolsen (Læge) |                            |               |                |                      |
| 47 | "Da huset blev vækket"     | Tom Hedegaard | Paul Hammerich | 4. maj 1974          |
| Medvirkende: Poul Reichhardt (Flyttemand Olsen), Helle Virkner (Ellen Olsen), Paul Hagen (Dyrehandler Clausen), Lis Løwert (Fru Clausen), Claus Ryskjær (Bo), Arthur Jensen (Meyer, vicevært), Bodil Udsen (Emma), Kirsten Walther (Karla), Willy Rathnov (Egon), Gotha Andersen (Guitarspiller), Jens Okking (Smugler), Ellinor Gundersen (Bakkens Trille) (Trommespiller), Solveig Sundborg (Guitarspiller), Louis Miehe-Renard (Kurt) |                            |               |                |                      |
| 48 | "Nu stiger kunsten"        | Tom Hedegaard | Henning Bahs   | 11. maj 1974         |
| Medvirkende: Poul Reichhardt (Flyttemand Olsen), Helle Virkner (Ellen Olsen), Jes Holtsø (William Olsen), Paul Hagen (Dyrehandler Clausen), Arthur Jensen (Meyer, vicevært), Bodil Udsen (Emma), Kirsten Walther (Karla), Willy Rathnov (Egon), Edvin Tiemroth (Halladsen) |                            |               |                |                      |

## Sæson 9 (efterår 1974)
| Nr. | Titel                        | Instruktør   | Forfatter                          | Oprindelig sendedato |
| --- | ---------------------------- | ------------ | ---------------------------------- | -------------------- |
| 49 | "Man ved, hvad man har"      | Erik Balling | Jens Louis Petersen                | 19. oktober 1974     |
| Medvirkende: Poul Reichhardt (Flyttemand Olsen), Helle Virkner (Ellen Olsen), Paul Hagen (Dyrehandler Clausen), Arthur Jensen (Meyer, vicevært), Bodil Udsen (Emma), Claus Ryskjær (Bo), Kirsten Walther (Karla), Willy Rathnov (Egon), Finn Nielsen (Flyttemand), Ernst Meyer (Flyttemand), Pouel Kern (R.P. Svendsen, varmemester)                                                                                              |                              |              |                                    |                      |
| 50 | "Karlas gæstebud"            | Erik Balling | Erik Balling                       | 26. oktober 1974     |
| Medvirkende: Poul Reichhardt (Flyttemand Olsen), Helle Virkner (Ellen Olsen), Paul Hagen (Dyrehandler Clausen), Lis Løwert (Fru Clausen), Arthur Jensen (Meyer, vicevært), Bodil Udsen (Emma), Claus Ryskjær (Bo), Kirsten Walther (Karla), Willy Rathnov (Egon), Poul Bundgaard (Laurits Momsen), Elin Reimer (Minna Monsen) |                              |              |                                    |                      |
| 51 | "Larsens mareridt"           | Erik Balling | Paul Hammerich                     | 2. november 1974     |
| Medvirkende: Poul Reichhardt (Flyttemand Olsen), Lis Løwert (Fru Clausen), Arthur Jensen (Meyer, vicevært), Bodil Udsen (Emma), Claus Ryskjær (Bo), Karl Stegger (Politiinspektør), Claus Nissen (Jokumsen), Knud Hilding (Betjent), Sascha Buus (Pige med hund), Karin Lindholm Christiansen (Pige med hund), Merete Lindholm Christiansen (Pige med hund), Kate Lindholm Christiansen (Pige med hund)                           |                              |              |                                    |                      |
| 52 | "Hvad ved far om kærlighed?" | Erik Balling | Jørgen Hartmann-Petersen (Habakuk) | 9. november 1974     |
| Medvirkende: Poul Reichhardt (Flyttemand Olsen), Helle Virkner (Ellen Olsen), Jes Holtsø (William Olsen), Arthur Jensen (Meyer, vicevært), Bodil Udsen (Emma), Kirsten Walther (Karla), Stine Sylvestersen (Stine), Valsø Holm (Pølsemand) |                              |              |                                    |                      |
| 53 | "Ikke et ord om Harald"      | Erik Balling | Henning Bahs                       | 14. december 1974    |
| Medvirkende: Poul Reichhardt (Flyttemand Olsen), Helle Virkner (Ellen Olsen), Paul Hagen (Dyrehandler Clausen), Lis Løwert (Fru Clausen), Ove Sprogøe (Larsen), Arthur Jensen (Meyer, vicevært), Bodil Udsen (Emma), Kirsten Walther (Karla), Preben Kaas (Harald), Ove Verner Hansen (Taxachauffør) |                              |              |                                    |                      |
| 54 | "Kvindens plads og Olsens"   | Erik Balling | Lise Nørgaard                      | 21. december 1974    |
| Medvirkende: Poul Reichhardt (Flyttemand Olsen), Helle Virkner (Ellen Olsen), Jes Holtsø (William Olsen), Paul Hagen (Dyrehandler Clausen), Lis Løwert (Fru Clausen), Kirsten Walther (Karla), Willy Rathnov (Egon), Arthur Jensen (Meyer, vicevært), Bodil Udsen (Emma), Gotha Andersen (Buspassager), Holger Vistisen (Buspassager), Solveig Sundborg (Buspassager), Jørgen Beck (Buspassager), Bertel Lauring (Olsens kollega) |                              |              |                                    |                      |

## Sæson 10 (forår 1975)
| Nr. i serie | Titel                   | Instruktør   | Forfatter                          | Oprindelig sendedato |
| --- | ----------------------- | ------------ | ---------------------------------- | -------------------- |
| 55 | "Fugleturen"            | Erik Balling | Axel Hørbye Christiansen           | 5. april 1975        |
| Medvirkende: Poul Reichhardt (Flyttemand Olsen), Helle Virkner (Ellen Olsen), Jes Holtsø (William Olsen), Paul Hagen (Dyrehandler Clausen), Lis Løwert (Fru Clausen), Kirsten Walther (Karla), Willy Rathnov (Egon), Arthur Jensen (Meyer, vicevært), Bodil Udsen (Emma), Knud Hilding (Postbud) |                         |              |                                    |                      |
| 56 | "En stakket glæde"      | Erik Balling | Paul Hammerich                     | 12. april 1975       |
| Medvirkende: Poul Reichhardt (Flyttemand Olsen), Helle Virkner (Ellen Olsen), Paul Hagen (Dyrehandler Clausen), Lis Løwert (Fru Clausen), Kirsten Walther (Karla), Willy Rathnov (Egon), Arthur Jensen (Meyer, vicevært), Bodil Udsen (Emma), Claus Ryskjær (Bo), Susse Wold (Therese), Bertel Lauring (Olsens kollega), Jørgen Beck (Tjener), Poul Glargaard (Sælger) |                         |              |                                    |                      |
| 57 | "Børn af sol og sommer" | Erik Balling | Lise Sandager og Henning Bahs      | 19. april 1975       |
| Medvirkende: Poul Reichhardt (Flyttemand Olsen), Helle Virkner (Ellen Olsen), Paul Hagen (Dyrehandler Clausen), Lis Løwert (Fru Clausen), Arthur Jensen (Meyer, vicevært), Bodil Udsen (Emma), Ove Sprogøe (Larsen), Lisbet Lundquist (Susanne) |                         |              |                                    |                      |
| 58 | "Kærlighedens pris"     | Erik Balling | Vibeke Steinthal og Henning Bahs   | 26. april 1975       |
| Medvirkende: Poul Reichhardt (Flyttemand Olsen), Helle Virkner (Ellen Olsen), Paul Hagen (Dyrehandler Clausen), Lis Løwert (Fru Clausen), Arthur Jensen (Meyer, vicevært), Bodil Udsen (Emma), Ove Sprogøe (Larsen), Kirsten Walther (Karla), Karen Lykkehus (Minna), Ole Monty (Freddy), Ejner Federspiel (Chauffør) |                         |              |                                    |                      |
| 59 | "Jert hus skal I bygge" | Erik Balling | Jørgen Hartmann-Petersen (Habakuk) | 3. maj 1975          |
| Medvirkende: Poul Reichhardt (Flyttemand Olsen), Helle Virkner (Ellen Olsen), Paul Hagen (Dyrehandler Clausen), Lis Løwert (Fru Clausen), Arthur Jensen (Meyer, vicevært), Bodil Udsen (Emma), Ove Sprogøe (Larsen), Kirsten Walther (Karla), Claus Ryskjær (Bo), Ole Monty (Freddy), Ejner Federspiel (Chauffør), Ann-Mari Max Hansen (Arkitekt), Morten Grunwald (Bo's ven), Jørgen Buckhøj (Arkitekt), Peter Steen (Arkitekt), Christian Steffensen (Præst), Ove Verner Hansen (Murer) |                         |              |                                    |                      |
| 60 | "Geniets kår"           | Erik Balling | Gilbert M. Jensen og Henning Bahs  | 10. maj 1975         |
| Medvirkende: Poul Reichhardt (Flyttemand Olsen), Helle Virkner (Ellen Olsen), Paul Hagen (Dyrehandler Clausen), Arthur Jensen (Meyer, vicevært), Bodil Udsen (Emma), Jes Holtsø (William Olsen), Bodil Udsen (Emma), Jesper Langberg (Klasselærer) |                         |              |                                    |                      |

## Sæson 11 (efterår 1975)
| Nr. i serie | Titel                  | Instruktør    | Forfatter                                    | Oprindelig sendedato |
| --- | ---------------------- | ------------- | -------------------------------------------- | -------------------- |
| 61 | "Havde Mor anet"       | Tom Hedegaard | Jens Louis Petersen                          | 20. september 1975   |
| Medvirkende: Poul Reichhardt (Flyttemand Olsen), Helle Virkner (Ellen Olsen), Jes Holtsø (William Olsen), Paul Hagen (Dyrehandler Clausen), Lis Løwert (Fru Clausen), Arthur Jensen (Meyer, vicevært), Bodil Udsen (Emma), Ove Sprogøe (Larsen), Kirsten Walther (Karla), Willy Rathnov (Egon), Jørgen Buckhøj (Arkitekt), Knud Hilding (Postbud), Morten Grunwald (Konsulent), Edvin Tiemroth (Advokat)                               |                        |               |                                              |                      |
| 62 | "Det levende miljø"    | Tom Hedegaard | Jørgen Hartmann-Petersen (Habakuk)           | 27. september 1975   |
| Medvirkende: Poul Reichhardt (Flyttemand Olsen), Helle Virkner (Ellen Olsen), Claus Ryskjær (Bo), Paul Hagen (Dyrehandler Clausen), Lis Løwert (Fru Clausen), Arthur Jensen (Meyer, vicevært), Bodil Udsen (Emma), Ove Sprogøe (Larsen), Kirsten Walther (Karla), Willy Rathnov (Egon), Kirsten Vaupel (Bo's veninde), Holger Perfort (Skadedyrsbekæmper), Olaf Nielsen (Alfred)                                                       |                        |               |                                              |                      |
| 63 | "Olsen, ham kan vi li" | Tom Hedegaard | Lise Nørgaard                                | 4. oktober 1975      |
| Medvirkende: Poul Reichhardt (Flyttemand Olsen), Helle Virkner (Ellen Olsen), Claus Ryskjær (Bo), Paul Hagen (Dyrehandler Clausen), Lis Løwert (Fru Clausen), Arthur Jensen (Meyer, vicevært), Bodil Udsen (Emma), Ove Sprogøe (Larsen), Kirsten Walther (Karla), Willy Rathnov (Egon), Alf Andersen (Oscar), Caja Heimann (Olsens kollega), Jørgen Beck (Olsens kollega), Torben Jetsmark (Hotelportier), Birger Jensen (Blomsterbud) |                        |               |                                              |                      |
| 64 | "Karlas kald"          | Tom Hedegaard | Karen Smith, efter ide af Anders Westenholtz | 11. oktober 1975     |
| Medvirkende: Poul Reichhardt (Flyttemand Olsen), Helle Virkner (Ellen Olsen), Claus Ryskjær (Bo), Paul Hagen (Dyrehandler Clausen), Lis Løwert (Fru Clausen), Arthur Jensen (Meyer, vicevært), Bodil Udsen (Emma), Kirsten Walther (Karla), Willy Rathnov (Egon), Claus Ryskjær (Bo), Jørgen Kiil (Forsikringsagent) |                        |               |                                              |                      |
| 65 | "Meyers far"           | Tom Hedegaard | Knud Poulsen                                 | 18. oktober 1975     |
| Medvirkende: Poul Reichhardt (Flyttemand Olsen), Helle Virkner (Ellen Olsen), Claus Ryskjær (Bo), Lis Løwert (Fru Clausen), Arthur Jensen (Meyer, vicevært), Bodil Udsen (Emma), Susanne Jagd (Bo's veninde), Lene Maimu (Bo's veninde), Berrit Kvorning (Lise), Sten Kaalø Andersen (Lises ven), Ernst Meyer (Taxachauffør) |                        |               |                                              |                      |
| 66 | "Larsens arv"          | Tom Hedegaard | Henning Bahs                                 | 25. oktober 1975     |
| Medvirkende: Poul Reichhardt (Flyttemand Olsen), Helle Virkner (Ellen Olsen), Paul Hagen (Dyrehandler Clausen), Lis Løwert (Fru Clausen), Arthur Jensen (Meyer, vicevært), Bodil Udsen (Emma), Ove Sprogøe (Larsen), Søren Rode (Betjent), Finn Nielsen (Betjent), Knud Hilding (Postbud), Ove Verner Hansen (Ølmand), Karl Stegger (Betjent)                                                                                          |                        |               |                                              |                      |

## Sæson 12 (forår 1976)
| Nr. i serie | Titel                               | Instruktør   | Forfatter                                      | Oprindelig sendedato |
| --- | ----------------------------------- | ------------ | ---------------------------------------------- | -------------------- |
| 67 | "Tyv over tyv"                      | Erik Balling | Jens Louis Petersen                            | 1. maj 1976          |
| Medvirkende: Poul Reichhardt (Flyttemand Olsen), Helle Virkner (Ellen Olsen), Paul Hagen (Dyrehandler Clausen), Lis Løwert (Fru Clausen), Arthur Jensen (Meyer, vicevært), Bodil Udsen (Emma), Ove Sprogøe (Larsen), Jes Holtsø (William Olsen), Pouel Kern (Overbetjent), Olaf Nielsen (Betjent), Bertel Lauring (Olsens kollega), Søren Steen (Tyv), Finn Nielsen (Tyv), Ernst Meyer (Chauffør)                                                        |                                     |              |                                                |                      |
| 68 | "Dagen efter dagen derpå"           | Erik Balling | Henning Bahs, efter ide af Anders Westenholtz  | 8. maj 1976          |
| Medvirkende: Poul Reichhardt (Flyttemand Olsen), Helle Virkner (Ellen Olsen), Paul Hagen (Dyrehandler Clausen), Lis Løwert (Fru Clausen), Arthur Jensen (Meyer, vicevært), Karl Stegger (Georg Emil), Kirsten Walther (Karla), Willy Rathnov (Egon), Jørgen Beck (Postbud), Bodil Udsen (Emma), Poul Thomsen (Taxachauffør), Niels Alsing (Taxachauffør)                                                                                                 |                                     |              |                                                |                      |
| 69 | "Noget om at skue hunnen på hårene" | Erik Balling | Karen Smith                                    | 15. maj 1976         |
| Medvirkende: Poul Reichhardt (Flyttemand Olsen), Helle Virkner (Ellen Olsen), Paul Hagen (Dyrehandler Clausen), Lis Løwert (Fru Clausen), Arthur Jensen (Meyer, vicevært, Kirsten Walther (Karla), Willy Rathnov (Egon), Bodil Udsen (Emma), Ove Sprogø (Larsen), Lene Brøndum (Bo's ven), Ole Ernst (Bo's ven), Holger Vistisen (Antikvarboghandler) |                                     |              |                                                |                      |
| 70 | "Det er vistnok"                    | Erik Balling | Finn Karlsson, efter ide af Johannes Møllehave | 22. maj 1976         |
| Medvirkende: Poul Reichhardt (Flyttemand Olsen), Helle Virkner (Ellen Olsen), Paul Hagen (Dyrehandler Clausen), Lis Løwert (Fru Clausen), Arthur Jensen (Meyer, vicevært), Kirsten Walther (Karla), Bodil Udsen (Emma), Søren Rode (Arkitekt), Kirsten Peüliche (Anna Maria) |                                     |              |                                                |                      |
| 71 | "Oh, har du en fader!"              | Erik Balling | Lise Nørgaard                                  | 29. maj 1976         |
| Medvirkende: Poul Reichhardt (Flyttemand Olsen), Helle Virkner (Ellen Olsen), Paul Hagen (Dyrehandler Clausen), Lis Løwert (Fru Clausen), Arthur Jensen (Meyer, vicevært), Kirsten Walther (Karla), Willy Rathnov (Egon), Bodil Udsen (Emma), Pouel Kern (Overbetjent) Lisbet Dahl (Socialrådgiver), Bjørn Watt-Boolsen (Landsretssagfører), Ernst Meyer (Betjent), Jørgen Beck (Postbud)                                                                |                                     |              |                                                |                      |
| 72 | "Hus til salg"                      | Erik Balling | Jørgen Hartmann-Petersen (Habakuk)             | 5. juni 1976         |
| Medvirkende: Poul Reichhardt (Flyttemand Olsen), Helle Virkner (Ellen Olsen), Jes Holtsø (William Olsen), Paul Hagen (Dyrehandler Clausen), Lis Løwert (Fru Clausen), Kirsten Walther (Karla, husmor), Willy Rathnov (Egon), Ove Sprogøe (Larsen), Arthur Jensen (Meyer, vicevært), Bodil Udsen (Emma), Claus Ryskjær (Bo), Edvin Tiemroth (Advokat), Peter Steen (arkitekt), Jørgen Kiil (direktør) Jesper Langberg (Arkæolog), Ulf Pilgaard (Arkæolog) |                                     |              |                                                |                      |

## Sæson 13 (efterår 1976)
| Nr. i serie | Titel                     | Instruktør    | Forfatter                          | Oprindelig sendedato |
| --- | ------------------------- | ------------- | ---------------------------------- | -------------------- |
| 73 | "Perspektiver på kvisten" | Tom Hedegaard | Finn Karlsson                      | 4. september 1976    |
| Medvirkende: Poul Reichhardt (Flyttemand Olsen), Helle Virkner (Ellen Olsen), Jes Holtsø (William Olsen), Paul Hagen (Dyrehandler Clausen), Lis Løwert (Fru Clausen), Kirsten Walther (Karla), Willy Rathnov (Egon), Arthur Jensen (Meyer, vicevært), Bodil Udsen (Emma, værtshusholder), Claus Ryskjær (Bo), Karen Berg (Fru Hammerstedt), Sonja Oppenhagen (Bo's kone), Jørgen Beck (Postbud), Valsø Holm (Købmand) |                           |               |                                    |                      |
| 74 | "En virkelig dame"        | Tom Hedegaard | Jens Louis Petersen                | 11. september 1976   |
| Medvirkende: Poul Reichhardt (Flyttemand Olsen), Helle Virkner (Ellen Olsen), Jes Holtsø (William Olsen), Paul Hagen (Dyrehandler Clausen), Willy Rathnov (Egon), Arthur Jensen (Meyer, vicevært), Bodil Udsen (Emma), Karen Berg (Fru Hammerstedt) |                           |               |                                    |                      |
| 75 | "En gentleman bliver 50"  | Tom Hedegaard | Karen Smith                        | 18. september 1976   |
| Medvirkende: Poul Reichhardt (Flyttemand Olsen), Helle Virkner (Ellen Olsen), Jes Holtsø (William Olsen), Paul Hagen (Dyrehandler Clausen), Lis Løwert (Fru Clausen), Kirsten Walther (Karla), Willy Rathnov (Egon), Arthur Jensen (Meyer, vicevært), Bodil Udsen (Emma), Ove Sprogøe (Larsen), Karen Berg (Fru Hammerstedt), Jeppe Munkholm (Williams ven), Michael Larsen (Williams ven) |                           |               |                                    |                      |
| 76 | "Mellem himmel og jord"   | Tom Hedegaard | Jørgen Hartmann-Petersen (Habakuk) | 25. september 1976   |
| Medvirkende: Poul Reichhardt (Flyttemand Olsen), Helle Virkner (Ellen Olsen), Jes Holtsø (William Olsen), Paul Hagen (Dyrehandler Clausen), Lis Løwert (Fru Clausen), Kirsten Walther (Karla), Willy Rathnov (Egon) Arthur Jensen (Meyer, vicevært), Bodil Udsen (Emma), Karen Berg (Fru Hammerstedt),Bjørn Watt-Boolsen (Adolf Frederik), Bertel Lauring (Olsens kollega), Jørgen Langebæk (Christoffersen) |                           |               |                                    |                      |
| 77 | "Kammertonen"             | Tom Hedegaard | Paul Hammerich                     | 2. oktober 1976      |
| Medvirkende: Poul Reichhardt (Flyttemand Olsen), Helle Virkner (Ellen Olsen), Arthur Jensen (Meyer, vicevært), Karen Berg (Fru Hammerstedt), Pouel Kern (Overbetjent Storm), Olaf Nielsen (Jokumsen, betjent) |                           |               |                                    |                      |
| 78 | "Når naturen kalder"      | Tom Hedegaard | Lise Nørgaard                      | 31. december 1976    |
| Egon og Karla tager en uges afbudsrejse på vinterferie til De Kanariske Øer. Olsens, Clausens og Meyer låner "takket være" Olsens bror Hilbert et firma-fritidshus i Knastrup, i den fredfyldte danske natur. Taget er utæt og Clausen ser en ræv. Meyer bliver væk og de er næsten løbet tør for bajere. Heldigvis bliver Meyer fundet af den lokale familie Lohengrin, som Olsen er raget uklar med. Olsen besøger familien i sin søgen på Meyer for at låne deres telefon. Olsen kalder Meyer for en lille mide og bliver for anden gang jagtet af familiens schæferhund, Wolfgang. Olsen spiser æg med tomat. Clausen lader til at spise en rugbrødsmad med frikadelle. Meyer konfronterer resten af beboerne under deres middag og forsøger at opnå forsoning. Det lykkedes dem at blive venner, da de drikker sig fulde og spiser islagkage. Medvirkende: Poul Reichhardt (Flyttemand Olsen), Helle Virkner (Ellen Olsen), Jes Holtsø (William Olsen), Paul Hagen (Dyrehandler Clausen), Lis Løwert (Fru Clausen), Kirsten Walther (Karla), Willy Rathnov (Egon), Arthur Jensen (Meyer, vicevært), Bodil Udsen (Emma), Bjørn Puggaard-Müller (Direktør Lohengrin), Elin Reimer (Fru Lohengrin) |                           |               |                                    |                      |

## Sæson 14 (efterår 1977)
| Nr. i serie | Titel                        | Instruktør    | Forfatter                          | Oprindelig sendedato |
| --- | ---------------------------- | ------------- | ---------------------------------- | -------------------- |
| 79 | "Fru Hammerstedt i knibe"    | Erik Balling  | Jens Louis Petersen                | 22. oktober 1977     |
| En gammel bekendt af Fru Hammerstedt, falskspilleren Ernest de Maas, vender hjem fra Frankrig for at indkræve hendes afdøde mands (Majoren) gamle æres/spillegæld (3.000 kr.). Huset foretager en indsamling for at redde Hammerstedt ud af kniben og Larsen orkestrerer en plan, der skal skaffe pengene tilbage og kræver hele husets medvirken. Medvirkende: Karen Berg (Fru Hammerstedt) Arthur Jensen (Meyer, vicevært), Poul Reichhardt (Flyttemand Olsen), Helle Virkner (Ellen Olsen), Paul Hagen (Dyrehandler Clausen), Lis Løwert (Fru Clausen), Kirsten Walther (Karla), Willy Rathnov (Egon), Bodil Udsen (Emma), Preben Mahrt (Ernest de Maas / Ernst Madsen), Jørgen Beck (Postbud), Joen Bille (Chargé d'affaires på den franske ambassade)                                                                                          |                              |               |                                    |                      |
| 80 | "Hvad fatter gør"            | Erik Balling  | Finn Karlsson                      | 5. november 1977     |
| Egon bruger ikke bonussen (også 3.000 kr.) fra arbejdet på en opvaskemaskine, men på en klassisk bil i tvivlsom stand. For at retfærdigheden kan ske fyldest må alle husets talenter igen mobiliseres. Denne gang for at gennemføre Fru Hammerstedts plan, der er Olsen-Banden værdig. Medvirkende: Arthur Jensen (Meyer, vicevært), Poul Reichhardt (Flyttemand Olsen), Helle Virkner (Ellen Olsen), Ove Sprogøe (Larsen), Paul Hagen (Dyrehandler Clausen), Lis Løwert (Fru Clausen), Kirsten Walther (Karla), Willy Rathnov (Egon), Bodil Udsen (Emma), Emil Hass Christensen (Advokat), Pouel Kern (Overbetjent), Olaf Nielsen (Betjent), Benny Hansen (Flyttemand), Alf Andersen (Flyttemand), Peer Guldbrandsen (Børge Kvaldemose), Ove Verner Hansen og Søren Steen (Kvaldemoses medhjælpere/gorillaer), Jørgen Weel (Dørmand på Angleterre) |                              |               |                                    |                      |
| 81 | "Tab og vind med samme sind" | Erik Balling  | Lise Nørgaard                      | 19. november 1977    |
| Medvirkende: Arthur Jensen (Meyer, vicevært), Poul Reichhardt (Flyttemand Olsen), Helle Virkner (Ellen Olsen), Ove Sprogøe (Larsen), Paul Hagen (Dyrehandler Clausen), Lis Løwert (Fru Clausen), Bodil Udsen (Emma), Solveig Sundborg (Fru Andersen), Malene Schwartz (Journalist), Poul Glargaard (Fotograf) Palle Huld (Redaktør), Ellinor Gundersen (Fotograf), Jørgen Ryg (Josef Jørgensen) |                              |               |                                    |                      |
| 82 | "Miljølovprisning"           | Erik Balling  | Karen Smith                        | 3. december 1977     |
| Medvirkende: Arthur Jensen (Meyer, vicevært), Poul Reichhardt (Flyttemand Olsen), Helle Virkner (Ellen Olsen), Paul Hagen (Dyrehandler Clausen), Lis Løwert (Fru Clausen), Bodil Udsen (Emma), Willy Rathnov (Egon), Karen Berg (Fru Hammerstedt), Kirsten Walther (Karla), Finn Storgaard (Tue), Kirsten Hansen-Møller (Rikke), Claus Ryskjær (Bo) |                              |               |                                    |                      |
| 83 | "Skifter og lytter"          | Erik Balling  | Jørgen Hartmann-Petersen (Habakuk) | 17. december 1977    |
| Medvirkende: Arthur Jensen (Meyer, vicevært), Poul Reichhardt (Flyttemand Olsen), Helle Virkner (Ellen Olsen), Paul Hagen (Dyrehandler Clausen), Bodil Udsen (Emma), Willy Rathnov (Egon), Karen Berg (Fru Hammerstedt), Holger Perfort (Mand fra licenskontoret), Preben Ravn (Østtysk soldat), Holger Vistisen (Politibetjent), Finn Nielsen (Politibetjent), Valsø Holm (Mand med bål), Bjørn Puggaard-Müller (Direktør), Axel Strøbye (Theodor), Lily Broberg (Olsens afdøde chefs kone) |                              |               |                                    |                      |
| 84 | "Hus forbi"                  | Tom Hedegaard | Paul Hammerich                     | 31. december 1977    |
| Medvirkende: Arthur Jensen (Meyer, vicevært), Poul Reichhardt (Flyttemand Olsen), Helle Virkner (Ellen Olsen), Paul Hagen (Dyrehandler Clausen), Lis Løwert (Fru Clausen), Bodil Udsen (Emma), Kirsten Walther (Karla), Willy Rathnov (Egon), Karen Berg (Fru Hammerstedt), Karl Stegger (Storm, pensioneret kriminalassistent), Preben Mahrt (Ernst de Mads), Helge Kjærulff-Schmidt (Zoodirektør), Edvin Tiemroth (Hallandsen), Dick Kaysø (Karl Nielsen), Olaf Nielsen (Politimand), Pouel Kern (Politimand) |                              |               |                                    |                      |